# Micaria nye
Espèce
Micaria nye est une espèce d'araignées aranéomorphes de la famille des Gnaphosidae.

## Distribution
Cette espèce se rencontre aux États-Unis en Californie, au Nevada, en Idaho, en Utah, en Arizona, au Nouveau-Mexique et au Texas et au Mexique au Morelos,,.

## Description
Les mâles mesurent 2,79 mm en moyenne et les femelles 3,63 mm.

## Étymologie
Son nom d'espèce lui a été donné en référence au lieu de sa découverte, le comté de Nye.

## Publication originale
- Platnick & Shadab, 1986 : A revision of the American spiders of the genus Micaria (Araneae, Gnaphosidae). American Museum novitates, no 2916, p. 1-64 (texte intégral).